# Дракино (Репьёвский район)
Дракино — хутор в Репьёвском районе Воронежской области России.
Входит в состав Репьёвского сельского поселения.

## География
На хуторе имеется одна улица — А. Калиниченко.

## История
На хуторе имеется военно-мемориальный объект, значащийся под № 392.

## Население
| 2010 |
| ---- |
| 131  |